# Bruno Romanutti
Bruno Romanutti (ur. 5 lipca 1989 w Rosario) – argentyński siatkarz, reprezentant kraju grający na pozycji atakującego. W sezonie 2013/2014 był zawodnikiem Effectora Kielce. W lipcu 2018 roku podpisał kontrakt z ONICO Warszawa. Od sezonu 2020/2021 występuje w czeskiej drużynie Black Volley Beskydy.

## Sukcesy klubowe
Puchar Mistrza:
- 2012

Puchar ACLAV:
- 2013

Mistrzostwo Argentyny:
- 2013

## Sukcesy reprezentacyjne
Mistrzostwa Ameryki Południowej:
- 2013

## Nagrody indywidualne
- 2013: Najlepszy atakujący ligi argentyńskiej w sezonie 2012/2013